# Waad Al-Kateab
Waad Al-Kateab (Siria, 1991) es el seudónimo de una periodista, cineasta y activista siria. Su documental, Para Sama (2019), fue nominada a cuatro BAFTA en 2017, y ganó el premio al mejor documental, y también obtuvo el Oscar al mejor documental en los premios Oscar del 2019. Su cobertura de la batalla de Alepo ganó un premio Emmy internacional de actualidad para Channel 4 News. Utiliza el seudónimo de apellido Al-Kateab para proteger a su familia. Al Kateab fue incluida entre las 100 personas más influyentes por la revista Time del 2020.

## Biografía
En 2009, Al-Kateab, de 18 años, se trasladó a Alepo para estudiar economía en la Universidad de Alepo. En 2011, cuando estalló la guerra civil siria, empezó a informar sobre la guerra para Channel 4 del Reino Unido. Decidió quedarse y documentar su vida durante cinco años en Alepo donde se enamoró de Hamza, un médico del hospital de Alepo con quién se casó. En 2015 nació su primera hija, Sama ("Cielo"), que se convirtió en la protagonista del documental. Sus informes sobre el asedio de Alepo, le hicieron ganar un Emmy Internacional convirtiéndose en la primera persona siria en lograr este galardón. Para Sama, dirigida con Edward Watts, ganó el Prix El Œil de oro al mejor documental en el Festival de Cannes de 2019, recibiendo una ovación de seis minutos. En los 73 British Academy Film Awards, Para Sama se convirtió en el documental más nominado de la historia de los British Academy Film Awards con cuatro nominaciones, ganando el premio al mejor documental . Al Kateab figuraba en la lista de las 100 mujeres de la BBC (BBC) que se anunciaron el 23 de noviembre de 2020. Dos mujeres de Siria figuraban en la lista; la otra era la viróloga vegetal Safaa Kumani.
Tras huir de Alepo en diciembre del 2016, reside en la actualidad en Reino Unido junto a su marido y sus dos hijas.